# Гелантиум боливийский
Гелантиум боливийский или хелантиум боливийский (лат. Helanthium bolivianum)— гелофитное травянистое растение, вид рода Гелантиум (Helanthium) семейства Частуховые (Alismataceae). Популярное аквариумное растение, которое в аквариумистике более известно под синонимичным названием эхинодо́рус узколи́стный (лат. Echinodorus angustifolius), поскольку длительное время вид относился в роду Эхинодорус (Echinodorus).

## Описание

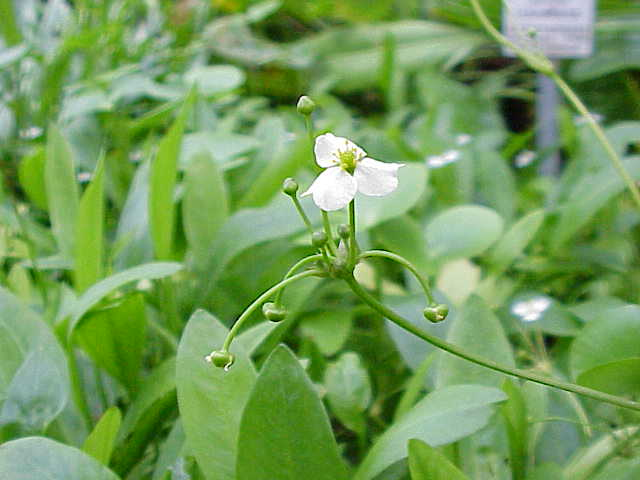
Наземная форма с цветками

Многолетнее гелофитное растение, достигающее высоты 40–45 см. Листья ланцетовидной формы без черешков, собранны в розетку. Окраска листьев ярко-зелёная. Внешне кусты напоминают растения рода Валлиснерия. 

## Ареал
В природе встречается в центральных районах Южной Америки.

## Синонимы
Согласно данным GBIF на август 2025 года в синонимику вида входят следующие названия:
- ≡ Alisma bolivianum Rusbybasionym
- = Alisma tenellum f. latifolium Seub.
- = Echinodorus angustifolius Rataj
- = Echinodorus australis Rataj
- = Echinodorus austroamericanus Rataj
- = Echinodorus bolivianus (Rusby) Holm-Niels.
- = Echinodorus isthmicus Fassett
- = Echinodorus latifolius (Seub.) Rataj
- = Echinodorus latifolius Seub., 1982
- = Echinodorus magdalenensis Fassett
- = Echinodorus quadricostatus Fassett
- = Echinodorus quadricostatus var. magdalenensis (Fassett) Rataj
- = Echinodorus quadricostatus var. xinguensis Rataj
- = Echinodorus tenellus f. apanecae Fassett
- =Echinodorus tenellus var. latifolius (Seub.) Fassett
- = Echinodorus xinguensis (Rataj) Rataj

## Культивирование
При содержании растения в аквариуме оптимальная температура составляет 20—28 °C. Вода должна быть средней жёсткости, нейтральной или слабощелочной. Растение хорошо переносит мягкую слабокислую воду, однако его рост сильно замедляется. Желательна периодическая подмена части воды. Также необходимо периодическое внесение минеральных удобрений и микроэлементов. Освещение должно быть сильным, при его недостатке сильно ухудшается внешний вид растения. Спектральный состав освещения желателен близкий к естественному. Световой день должен составлять 8—14 часов. в зависимости от яркости освещения. Грунт должен состоять из смеси крупного песка с мелкой галькой с примесью глины быть умеренно заилённым. При большом количестве ила грунт необходимо чистить. Толщина грунта должна составлять 3—4 сантиметра.
Вид может также расти во влажной оранжерее или палюдариуме при температуре 24—28 °C. К составу грунта растение нетребовательно, освещение необходимо яркое, рассеянное.
В аквариуме растение размножается вегетативно, образуя стелющиеся по грунту усы, на которых появляются дочерние растения. Усы делят на части, на каждой из которых должно быть по одному растению с 5—6 листьями и развитой корневой системой. В условиях оранжереи растение может цвести и после искусственного опыления давать семена.